# Поле (екосистема)

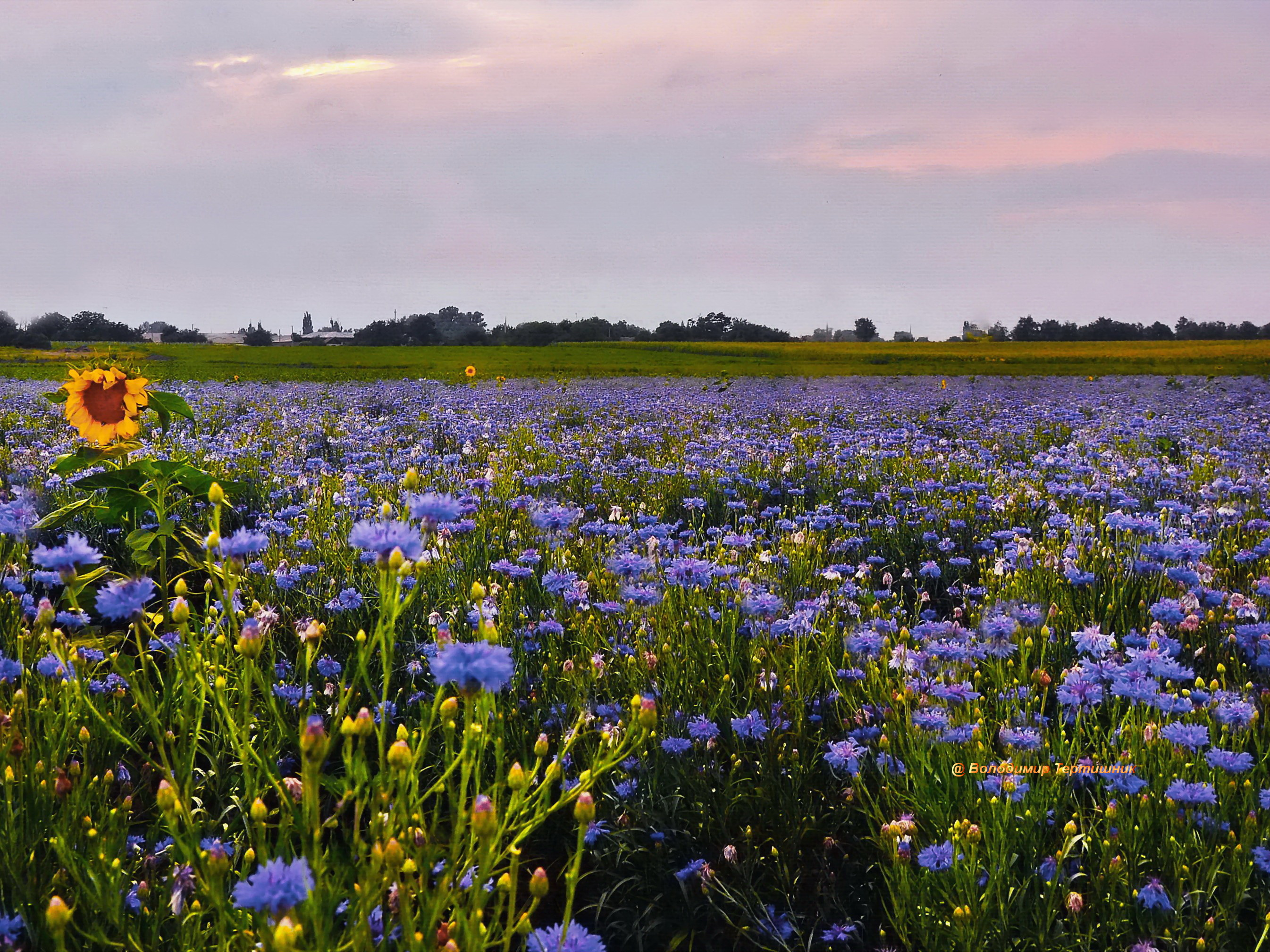
Поле волошок в Україні.

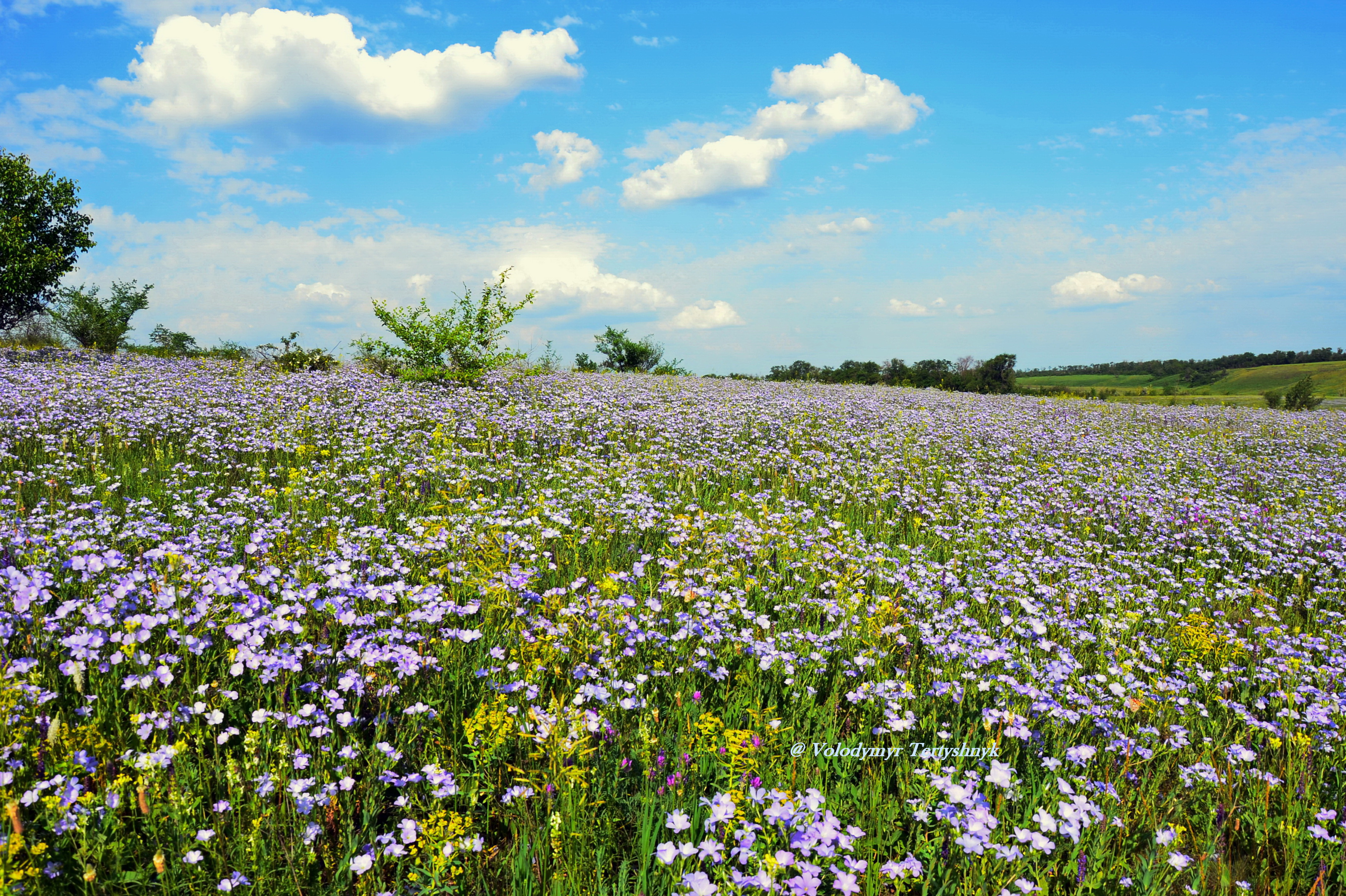
Поле дикого льону в Україні

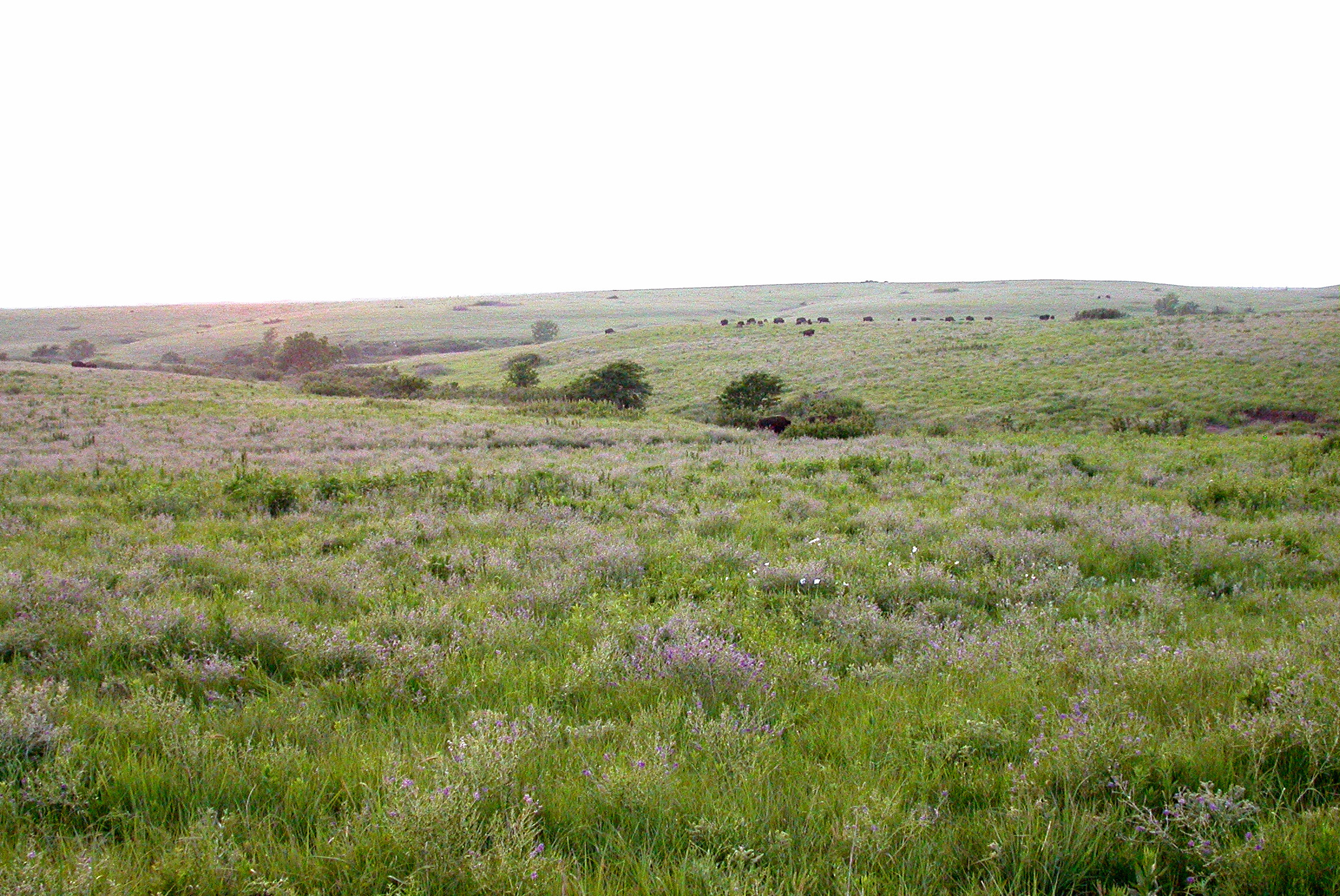
Високотравні прерії Канзаса на Флінтських пагорбах на північному сході Канзасу

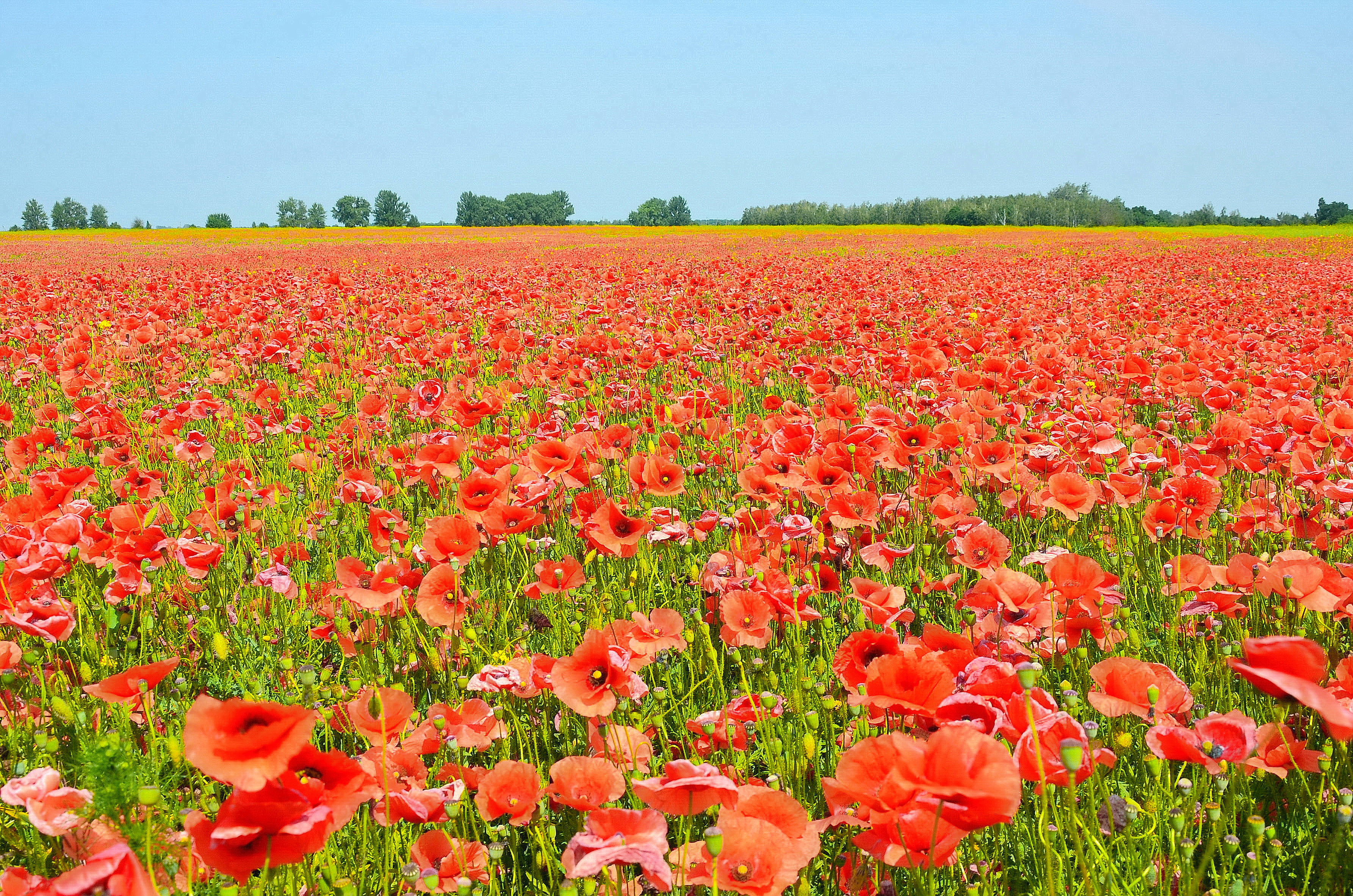
Макові поля Сумщини

Поле — терен, на якому домінують трави (Poaceae) та інші трав'янисті рослини (різнотрав'я), на кшталт представників родин осокові (Cyperaceae) і ситникові (Juncaceae).

## Загальний опис
Поля зустрічаються в природі на всіх континентах, окрім Антарктиди. В помірних широтах, наприклад, північний захід Європи, на полях переважають багаторічні види, у той час як в теплішому кліматі переважають однорічні види .
Рослинність полів може змінюватися за висотою від дуже низькорослої на крейдяних ґрунтах до 30 см до високорослої, як у випадку північноамериканських високотравних прерій, південноамериканських полів і африканських саван. Чагарники або дерева можуть також рости на деяких полях, утворюючи савани, чагарникові поля або напівлісисті поля, на зразок африканських саван або Дееса Іберійського півострова. Такі поля іноді називають лісопасовищами або лісами.
Поля займають майже п'ятдесят відсотків поверхні суші Африки. Хоча поля багаті на фауну, через відсутність укриттів для хижаків африканська саванна має набагато більше різноманіття дикої природи, ніж поля помірного поясу
Поява гір на заході Сполучених Штатів під час міоцену і пліоцену, близько 25 мільйонів років тому, створили сприятливий континентальний клімат для розвитку полів. Наявні терени лісів скоротилися, а поля збільшилися. Після льодовикових періодів плейстоцену поля розвинулися в гарячому, сухому кліматі і стали переважним біомом землі. 

## Клімат
Природні поля головним чином існують в регіонах, які отримують від 500 до 900 мм опадів на рік, порівняно з пустелями, які отримують менше 250 мм і тропічними лісами, які отримують понад 2000 мм. Антропогенні поля часто зустрічаються на більш зволожених теренах до 2000 мм опадів на рік. Поля можуть існувати природно в районах з більшою кількістю опадів, коли інші чинники заважають росту лісів, на прикладі Серпентінового Степу, де мінерали в ґрунті перешкоджають розвитку більшості рослин.
Середньодобова температура повітря коливається від -20 до +30 ° C. Поля помірного поясу мають холодну зиму і тепле літо.

## Типи полів

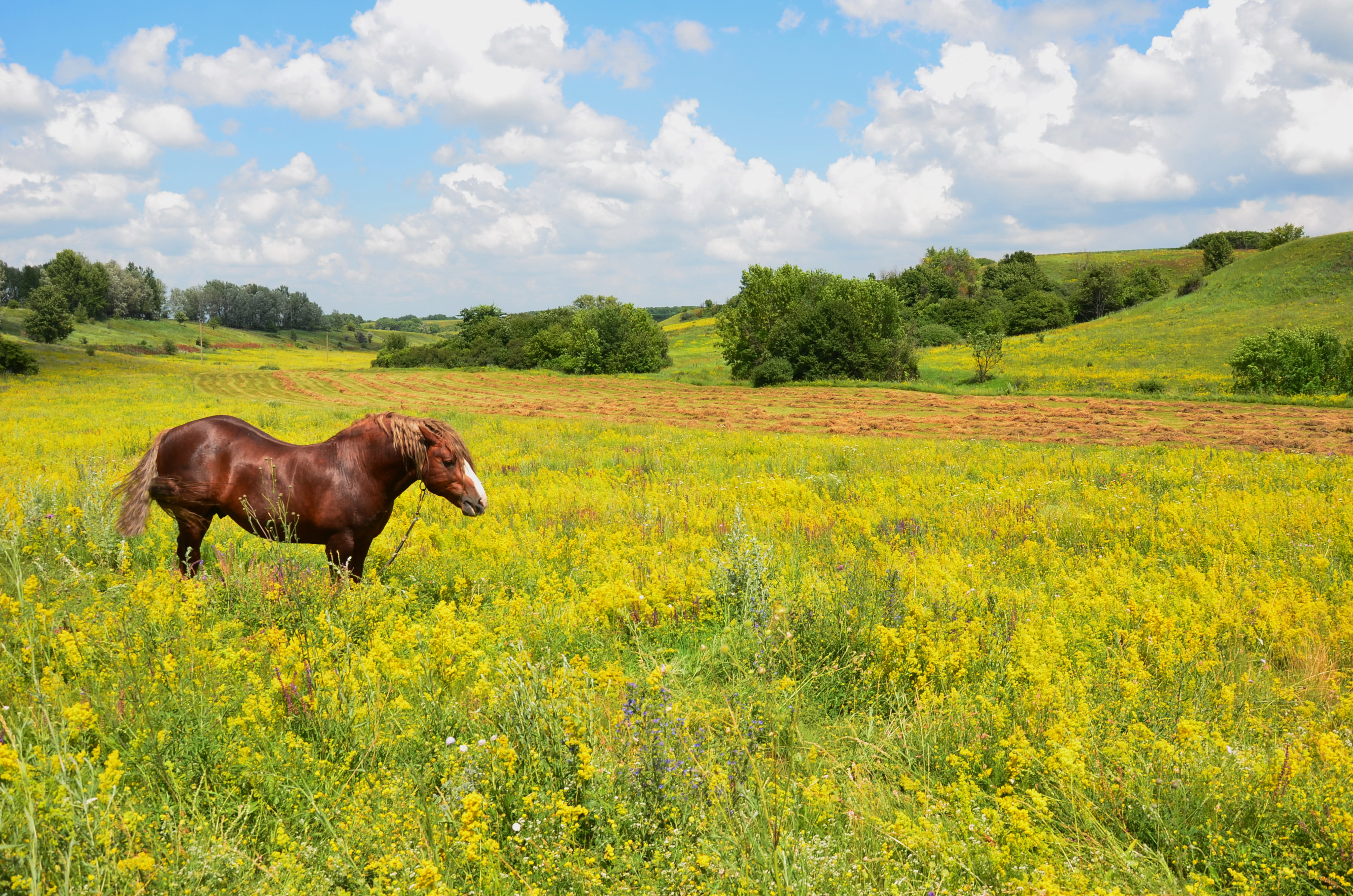
Поле на Полтавщині

### Тропічні і субтропічні поля
Найвідоміші тропічні і субтропічні поля — Льянос — півночі Південної Америки.

### Поля помірних широт
У середніх широтах найвідоміші поля — прерії Північної Америки, Пампа Аргентини, вапнякові ґрунти і степи Європи.

### Заливні поля
Найвідоміші поля, котрі зазнають сезонних або цілорічних затоплень — Еверглейдс Флориди, Пантанал Бразилії, Болівії і Парагваю. Зустрічаються головним чином, у тропіках і субтропіках.

### Гірські поля
Високогірні поля розташовані на високих гірських хребтах в усьому світі, на зразок Парамо в Андах. Мають у своєму складі біоми гірських полів, чагарників і тундри.

### Полярні поля
Як і на гірських полях, в арктичній тундрі може рости трава. Через високу вологість ґрунту у тундрі трави переважають. У плейстоценові льодовикові періоди полярні поля, відомі як тундростеп, займали великі терени Північної півкулі.

### Ксерофітні поля
Так звані пустельні поля розташовані в пустелях і екорегіонах зі склерофітним чагарником